# Station Loughborough
Loughborough is een spoorwegstation van National Rail in Loughborough, Charnwood in Engeland. Het station is eigendom van Network Rail en wordt beheerd door East Midlands Railway. Het station is geopend in 1872.